# Odet (Fluss)
Der Odet ist ein Fluss in Frankreich im Département Finistère in der Bretagne. Er entspringt in den Montagnes Noires (deutsch: Schwarze Berge) im Gemeindegebiet von Saint-Goazec. Der Odet entwässert generell Richtung Südwest, durchquert die Schlucht von Stangala und mündet nach rund 62 Kilometern bei Bénodet (bretonisch: Ben für Mündung, also Mündung des Odet) in einem breiten Ästuar (französisch ria) in den Atlantik. 
Das Einzugsgebiet des Flusses entspricht dem Pays Glazig in der Cornouaille. Sein Wildwassercharakter erzeugt – wie die meisten bretonischen Wasserläufe – im Herbst und Winter Überschwemmungen, deren Wirkung die Urbanisierung und die Versiegelung der Böden, sowie das Einebnen von landwirtschaftlich genutzten Böden (Zerstörung der Böschung seit den 1960er Jahren) verstärkt.
Nach dem Odet ist – neben Bénodet – auch die Gemeinde Briec-de-l’Odet benannt und war es während der Französischen Revolution auch die Stadt Quimper, die damals noch Montagne-sur-Odet hieß.

## Schifffahrt
Die etwa 20 Kilometer lange Trichtermündung des Odet bildet oberhalb von Bénodet eine bewaldete Schlucht, die als Touristenattraktion bei Flut mit Schiffen befahren werden kann. Die Schifffahrt ist bis Quimper möglich. Unterhalb von Quimper wurde für kleinere Schiffe ein Handelshafen (Port de Corniguel) mit 500 Metern Kailänge erbaut.

## Orte am Fluss
- Langolen
- Quimper
- Plomelin
- Combrit
- Sainte-Marine
- Bénodet